# Martin Pedersen (tennisspiller)
 Der er flere personer med dette navn, se Martin Pedersen.
Martin Pedersen (født 15. juni 1987) er en dansk tennisspiller. Han begyndte at spille tennis i 1993 i Holbæk, men spiller i dag for KB Tennis.
Martin Pedersen har vundet et stort antal af danmarksmesterskaber i ungdomsrækkerne. I seniorrækkerne har Martin vundet fire singletitler udendørs (2008, 2009, 2010 og 2015) og indendørs vandt Martin singletitlen i 2012. I herredouble vandt Martin mesterskabet udendørs i 2008, 2009, 2010, 2014 og 2015 sammen med Thomas Kromann og indendørs i 2012 og 2014, også med Thomas Kromann.
I 2004 spillede han sig som den første dansker i double-finalen i den store internationale ungdomsturnering Orange Bowl, men tabte med sin double-makker Abdulla Magdas til Piero Luisl/David Navarette med 6-1, 6-4.
I juni 2007 vandt Martin Pedersen sin første Future-turnering, Norway F1, da han i finalen slog nordmanden Erling Tveit 6-3, 6-1. I den efterfølgende Future-turnering, Norway F2, spillede Martin Pedersen sig også i finalen, men måtte her bøje sig for landsmanden Rasmus Nørby som vandt 6-3, 4-6, 7-6 (5). I 2014 vandt Martin sin anden Future-turnering, på hjemmebanen i KB på Frederiksberg, og her besejrede han svenske, Patrik Rosenholm 4-6 7-6(4) 6-3. 
Martin Pedersen har deltaget i to Challenger-turneringer (niveauet over Future-turneringer). Første gang var i oktober 2006, hvor han blev tildelt et wild card til Købstædernes ATP Challenger og tabte i 1. runde til tyske Michael Zverev (ATP 157) med 6-3, 6-4. Senest kvalificerede han sig i juli 2007 til hovedturneringen af Shelbourne Irish Open og tabte først i finalen til indiske Rohan Bopanna (ATP 289) med 6-4, 6-3. I første runde af hovedturneringen slog han i øvrigt sin landsmand Frederik Løchte Nielsen med 6-4, 7-6 (5). Martin stoppede den internationale karriere i 2010, men har fast inventar på det danske Davis Cup hold, først som spiller og siden som leder.